# Jean Falize-Monget
Pour les articles homonymes, voir Jean Falize.
Jean Falize-Monget, né Jean Monget le 2 avril 1911 à Champlitte et mort le 28 mai 1990 à Gray, mais généralement appelé pendant sa carrière Jean Falize, est un footballeur français, qui joue au poste de demi ou d'avant-centre. 
Il est le fils adoptif de Marcel Falize, ancien footballeur belge et dirigeant influent du Stade français, après le mariage de ce dernier avec sa mère Marie François, alors jeune veuve d'Eugène Monget. 
Il est le frère de Georges Falize-Monget (1914-1991) et, via Marcel Falize, le neveu de son homonyme Jean Falize (1903-1990), qui sont tous deux footballeurs également.

## Biographie

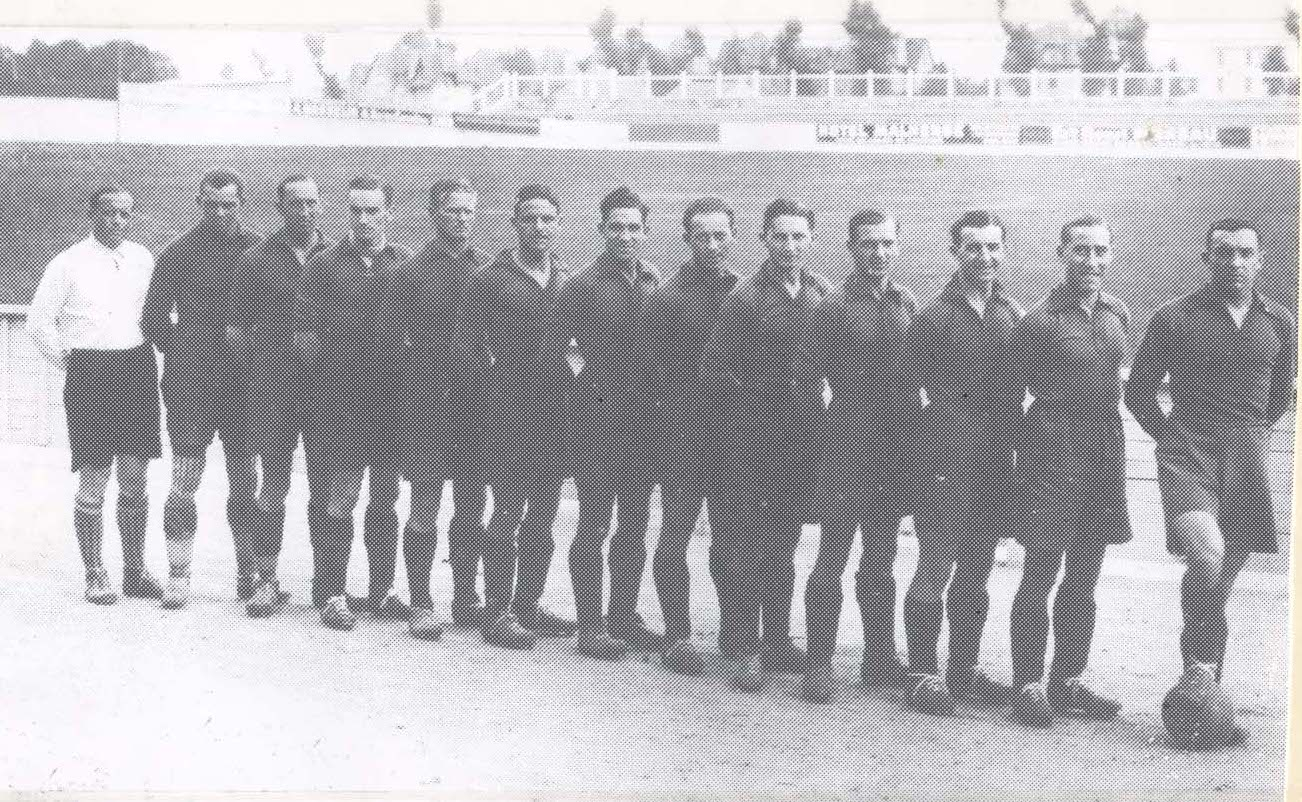
Groupe professionnel caennais pour la saison 1934-1935. Jean Falize est le 4e en partant de la gauche.

Jean Falize-Monget fait ses débuts de footballeur au Stade français, qu'il intègre en 1925. Il apparaît lors de la saison 1928-1929 avec l'équipe réserve avant, en octobre 1929, de débuter en équipe première au poste d'avant-centre et de s'y faire rapidement remarquer,,,.
Le Club français, membre fondateur du championnat de France professionnel en 1932-1933 - contrairement au Stade français - annonce en septembre 1932 le recrutement du « jeune Falize [...] qui tenait le poste de demi-centre dans l'équipe junior du Stade français ». Bien qu'intégré au groupe professionnel, il semble ne jouer que quatre matchs de championnat lors de la saison, qui s’achève par la relégation du club parisien. Il dispute en fin de saison le tournoi de Paris et marque le seul but de son équipe en finale face au Racing Club de Paris (1-5). L'été suivant, il est recruté par le FC Sochaux, autre pensionnaire de première division. Il y inscrit au moins 7 buts en 15 matchs de championnat. 
En 1934, il signe au Stade Malherbe caennais, qui se lance à son tour dans le professionnalisme. Jouant généralement intérieur, il dispute 21 des 26 matchs de championnat (26 au total) lors de sa première saison et marque 3 buts. A l'automne 1935, il perd son statut de titulaire alors que l'Autrichien Ferdinand Samek est recruté à son poste. Il ne joue que 11 matchs cette saison mais parvient à inscrire 7 buts (4 en championnat, 3 en coupe),. Son contrat n'est pas reconduit en fin de saison.   
En septembre 1936, le « Caennais Falize » est annoncé au SC Caudry, pensionnaire de l’éphémère troisième division professionnelle de 1936-1937, mais il ne débute qu'en novembre et le championnat se termine en mars. En septembre 1937, il est mis à l'essai par le RC Roubaix, mais finalement pas retenu. En décembre, Jean Falize est sélectionné en équipe de France amateur pour un match face à l'Angleterre.  
En janvier 1938, il retrouve enfin un club en signant au FC Mulhouse, club de deuxième division qui cherche un avant-centre. Il y joue une saison et demie. En juillet 1939, il est fait état de son transfert de Mulhouse vers la Ligue de Paris, et il ne semble plus y avoir d'actualité sportive le concernant par la suite. 
Le journal l'Auto signale son statut de prisonnier de guerre en octobre 1940. Sa reconversion n'est pas connue, mais il est encore vivant au décès de Marcel Falize en 1962 et meurt le 28 mai 1990 à Gray en Haute-Saône, près de son lieu de naissance.